# Badoo
Badoo je komunitní web, zaměřující se na seznámení mezi uživateli. Web je lokalizován do 40 jazyků včetně češtiny. Badoo používají uživatelé především k získání prvního kontaktu v rámci seznámení. Je dostupný také pro mobilní zařízení. V rámci svých služeb nabízí placené seznamovací hry, vyhledávání uživatelů dle zadaných parametrů a lokality nebo omezený interní komunikační systém. Služba je založena na obchodním modelu freemium, tedy registrace a využívání základních služeb je ve velmi omezené míře bezplatné.

## Historie
Badoo založil ruský podnikatel Andrey Andreev v Londýně v listopadu 2006. Na vývoji Badoo se podíleli především lidé z Velké Británie a Ruska. Vlastníkem je již dlouhou dobu kyperská společnost Badoo Trading Limited.